# Isaaq

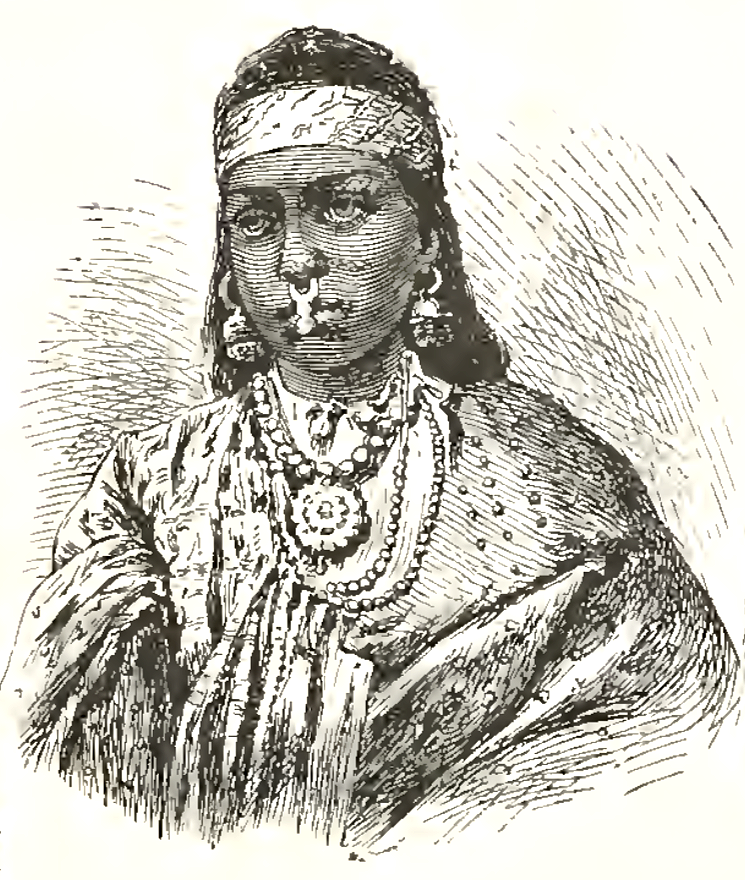
Een illustratie van een Somalische vrouw van de Isaaq-clan, gepubliceerd in Bilder-Atlas in 1870

De Isaaq, Isaq of Ishaak (Somalisch: Reer Sjeik Isaxaaq) vormen een van de belangrijkste Somalische clans.
De meerderheid van de Isaaq leven hoofdzakelijk in Somaliland, gevolgd door een grote groep in de  Ethiopische regio Somali. Ook komt een deel van de Isaaq oorspronkelijk uit voormalig regio NFD in Kenia en is een kleinere groep te vinden in Djibouti. 
De bevolking van de vier belangrijkste steden van Somaliland; Hargeisa, Burco, Berbera en Ceerigaabo, zijn hoofdzakelijk Isaaq.

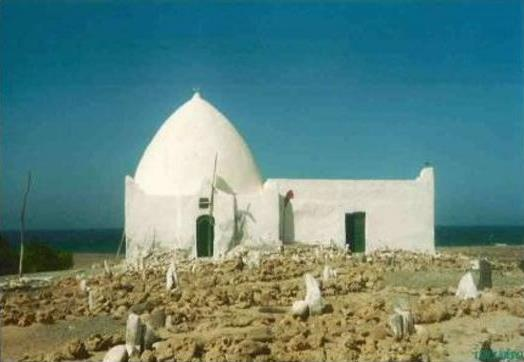
De graftombe van Sjeik Isaq van Arabië in Maydh

De traditie verklaart dat de clan Isaaq door de aankomst van Sjeik Isaq van Arabië in de twaalfde of dertiende eeuw werd opgericht. Hij vestigde zich bij de kuststad van Maydh in het huidige Somaliland, waar hij in de lokale clan Dir huwde. Zijn graf is in Maydh.

## Genocide
De Isaaq-genocide of “Hargeisa Holocaust” was de systematische, van overheidswege georganiseerde slachting van Isaaq-burgers tussen 1987 en 1989 door de Somalische Democratische Republiek onder de dictatuur van Siad Barre. Het aantal burgerdoden in deze slachting wordt geschat tussen 50.000 en 100.000; lokale rapporten schatten de totale burgersterfte op meer dan 200.000 Isaaq. Deze genocide omvatte ook het bombarderen en volledig vernietigen van de tweede en de derde grootste steden in Somalië, Hargeisa (90 procent verwoest, het “Dresden van Afrika”) en Burao (70 procent vernietigd). Grote aantallen vluchtelingen kwamen terecht in Ethiopië. De gebeurtenissen speelden zich af tijdens de Somalische Burgeroorlog.